# TM-Bildinterpretation
Die TM-Bildinterpretation  von Fernerkundungsdaten erfolgt je nach Forschungsziel unter verschiedenen Gesichtspunkten.

## Beschreibung
Bei der automatischen Klassifikation werden Bildpunkte aus Primärdaten als so genannte Cluster anhand der verschiedenen Reflexionsgrade gebündelt.
Die überwachte automatische Klassifikation arbeitet ebenfalls mit Clustern, die durch den Menschen gebildet werden. In Trainingsgebieten werden Pixel als Sekundärdaten zusammengefasst, bei deren Bedeutung sich der Mensch sicher ist zum Beispiel im Stadtpark wachsen nur Linden, daher sind diese Reflexionsgrade der Pixel als Linden definiert. Der Vorteil liegt bei der Erkennung von gleicher Vegetation mit uneinheitlichen Reflexionsgraden, die sich aus inhomogenen Gesundheits- oder Wachstumszuständen ergeben können.
Die visuelle Interpretation erfolgt aus Primärdaten und Sekundärdaten nach folgenden Gesichtspunkten:
- Geologische Auswertung
  - Reliefs
  - Gewässer
  - Vulkane
  - Erosion
  - Abtragung
- Auswertung der Vegetation
  - Pflanzenarten
  - Feldfrüchte
  - Bewaldung
- Landnutzung
  - Siedlungsfläche
  - Gewerbefläche
  - Industrie
  - Freizeitanlagen
  - Verkehrswege

Für die unterschiedlichen Zielsetzungen werden die verschiedenen Graustufenbilder der einzelnen Spektralkanäle einer Aufnahmefläche zu einem dreifarbigen RGB-Bild zusammengefügt.
Zusammenfassung der gebräuchlichsten Kanal-Kombinationen des Thematic Mapper:
| R | G | B | Interpretations Anwendung                              |
| - | - | - | ------------------------------------------------------ |
| 3 | 2 | 1 | natürlichen Reihenfolge = Echtfarbendarstellung        |
| 4 | 3 | 2 | CIR-Falschfarbenbild (Vergleich mit MSS-Daten möglich) |
| 5 | 4 | 3 | Vegetation & Landnutzung                               |
| 7 | 4 | 1 | Geologie                                               |
| 5 | 7 | 2 | Geomorphologie                                         |

## Beispiele

### Visuelle Bildinterpretation von Hamburg
Das folgende Bild zeigt die Hansestadt Hamburg und deren Umgebung, sowie ausgewählte Vergrößerungen aus den Fernerkundungsdaten des Thematic Mapper vom Landsat 4-5 TM Satelliten.
Der Ausschnitt zeigt die Kanäle RGB=321. Diese Darstellungsweise entspricht einer Luftbildaufnahme und wird daher als Echtfarbendarstellung bezeichnet. Die visuelle Interpretation gilt als ein wichtiger Bestandteil der Bildinterpretation.
Deutlich sind die Elbe mit den Armen Norder- und Süderelbe, sowie die Nebenflüsse Alster (See in der Stadtmitte) und Bille, zu erkennen. Bei den fast weißen Flächen nahe der Elbe handelt es sich um unbebaute Sandablagerungen, welche zum Teil zum Elbstrand oder zu Spülflächen gehören.
Die 6 Ausschnittsvergrößerungen an den Rändern zeigen bekannte Örtlichkeiten, die sich auf der Übersichtsaufnahme rechts der Zahlen befinden.

#### Rote Zahlen
Nr.1
Hamburger Stadtpark mit Stadtparksee – dunkles Viereck südöstlich vor der hellgrünen Liegewiese. Das Planetarium befindet sich am Ende des Weges durch den Stadtparkwald in der nordwestlichen Ecke.
Nr.2
Elbe bei den St. Pauli Landungsbrücken. Auf der Südseite des Flusses befinden sich im Strom die 2 großen Schwimmdocks der Werft Blohm&Voss. Auf der Nordseite ist mit einem hellgrünen Fleck das in Kupfer gedeckte Dach des alten Elbtunnels zu sehen.
Nr.3
Das Freibad Billebad. Die Schwimmbecken zeichnen sich durch ein leichtes Hellblau ab. Die dunkle Fläche südlich des Bades gehört zur Bille.
Nr.4
Tennisplätze und Sportplätze am Rothenbaum
Nr.5
Baustelle am AB-Dreieck Hamburg-Stellingen. Verlauf der A7 von Süd nach Nord, Abzweigung der A 23 nach West.
Nr.6
Die sog. Binnenalster im Herzen der Hamburger City. Im Südwesten der Jungfernstieg, im Nordwesten ist das in Kupfer gedeckte Dach des Hotels „Vier Jahreszeiten“ als hellgrüne Pixel auffällig. Nördlich befinden sich Straßen- und Eisenbahnbrücken, sowie die Einmündung der Außenalster.

#### Blaue Zahlen
Nr.7
Die Stadt Pinneberg in Schleswig-Holstein
Nr.8
Die Stadt Wedel in Schleswig-Holstein
Nr.9
Die Stadt Uetersen in Schleswig-Holstein
Nr.10
Die Stadt Elmshorn in Schleswig-Holstein

#### Grüne Zahlen
Nr.11
Internationaler Flughafen Hamburg-Fuhlsbüttel mit sich kreuzenden 2 Start- und Landebahnen.
Nr.12
Firmenflughafen Hamburg-Finkenwerder mit einer Start- und Landebahn. Unter der Zahl befindet sich der Flachwasserbereich des Naturschutzgebiets Mühlenberger Loch. Im Jahr 2001 wurde mit der Aufschüttung dieser Wasserfläche begonnen. Inzwischen stehen hier neue Hallen zur Produktion von Airbus.

#### Zeitliche Veränderungen
Die Bildreihen zeigen Vergleichsaufnahmen der Satelliten LANDSAT 1-3 von 1976 mit einer Auflösung von 76 m und LANDSAT 4-5 von 1991 mit 30 m Auflösung in Infrarot-Falschfarben-Darstellung aus dem Großraum Hamburg.
Die Vergleichsaufnahme zeigt das Gewerbegebiet Hamburg-Stellingen. Der Verschiebebahnhof (oben rechts) hat sich nicht verändert, genauso der Verlauf der A 7 (graue Linie). Jedoch das angrenzende Gewerbegebiet, erkennbar an der hellblauen Färbung ist deutlich größer geworden, während der Bestand an Kleingärten (hellrot) deutlich abgenommen hat.
Die Vergleichsaufnahme zeigt einen Teil der Startbahn des Airbus Firmenflughafens in Hamburg-Finkenwerder. Deutlich erkennbar ist die Auffüllung eines Hafenbeckens (1976 schwarz) am Ende der Startbahn (1991 helltürkis).
Die Vergleichsaufnahme zeigt einen Altarm der Elbe am nördlichen Ufer der Haseldorfer Marsch. Während 1976 der Bau eines Sturmflut-Schutzdeiches (hellrote Line) noch andauerte, kann man auf der Aufnahme von 1991 deutlich die Abtrennung des Altarms durch den Deich erkennen.

### Visuelle Bildinterpretation von Krakau
Das obere Bild zeigt drei gleiche Datenausschnitte der polnischen Stadt Krakau die zur Bildinterpretation aus den Fernerkundungsdaten des Thematic Mapper vom Landsat-4-5-TM-Satelliten zusammengestellt wurden.
Der erste Ausschnitt zeigt die Kanäle RGB=321. Diese Darstellungsweise entspricht einer Luftbildaufnahme und wird daher als Echtfarbendarstellung bezeichnet. Deutlich ist hier der Verlauf der Weichsel zu erkennen, sowie die Brücken über den Fluss. Hellorange Flächen sind Tennisplätze. In der Stadtmitte ist der Marktplatz deutlich als helle Fläche erkennbar. Die Vegetation ist schlecht oder gar nicht zu erkennen.
Der zweite Ausschnitt zeigt eine Kombination der Kanäle RGB=543. Ganz deutlich wird hier der mit Bäumen bestandene Grüngürtel um die Innenstadt sichtbar. Weiterhin kann man einige Alleen und andere Grünflächen ausmachen. Auf dem Originalbild sind auch Unterschiede zwischen einzelnen Baumgruppen (Gattungen) möglich. Auch breitere Straßenzüge heben sich deutlich von der Umgebung ab – unten rechts. Die Brücken über die Weichsel sind kaum erkennbar.
Der dritte Ausschnitt zeigt den thermischen Kanal 6 in Falschfarbendarstellung. Die verminderte Pixelauflösung von 120 m × 120 m lässt keine kleineren Strukturen erkennen. Jedoch werden die Wärmeunterschiede sichtbar. Dort, wo der Grüngürtel breit ist (vergleiche Ausschnitt 2), ist es kälter als auf der bebauten Fläche der Innenstadt. Der mit hellem Granit gepflasterte Marktplatz (vergleiche Ausschnitt 1) ist etwas kühler als die Hausdächer der Innenstadt. Als kalt erscheint auch der Fluss, wobei Brücken durch die erhöhte Wärmestrahlung indirekt erkennbar werden.